# Microsoft Data Access Components

El MDAC provee un framework uniforme para acceder una variedad de fuentes de datos para la plataforma Windows.

Microsoft Data Access Components (MDAC) es un framework de tecnologías interrelacionadas desarrollado por Microsoft que permite a los programadores una manera uniforme y exhaustiva de desarrollar aplicaciones que puedan acceder a casi cualquier almacén de datos. Sus componentes incluyen: ActiveX Data Objects (ADO), OLE DB, y Open Database Connectivity (ODBC). Ha habido varios componentes que se han abandonado, por ejemplo el Microsoft Jet Database Engine, MSDASQL (el proveedor de datos OLE DB para ODBC), y los Remote Data Services (RDS). Algunos componentes también han llegado a ser obsoletos, por ejemplo las anteriores API Data Access Objects (DAO) y Remote Data Objects (RDO).
La primera versión de MDAC fue lanzada en agosto de 1996. En ese entonces Microsoft indicó que MDAC era más un concepto que un programa independiente y que no tenía ningún método de distribución extenso. Luego, Microsoft lanzó actualizaciones MDAC como paquetes re-distribuibles basados en WEB. Eventual, las más recientes versiones fueron integradas con Microsoft Windows y el Internet Explorer, y con el MDAC 2.8 SP1 dejaron de ofrecer a MDAC como paquete re-distribuible.
A través de su historia, MDAC ha sido el sujeto de varios defectos de seguridad, que condujeron a ataques como ataques de escalada de privilegios, aunque las vulnerabilidades generalmente fueron corregidas en versiones más recientes. La versión actual (al 2006) es la 2.8 Service pack 1, pero el producto ha tenido muchas versiones diferentes y muchos de sus componentes han sido abandonados y remplazados por tecnologías más recientes de Microsoft. Ahora, en Windows Vista, MDAC se conoce como Windows DAC.